# Comté de Medina (Ohio)
Pour les articles homonymes, voir Comté de Medina.
Le Comté de Medina est situé dans l’État de Ohio, aux États-Unis. Il comptait 151 095 habitants en 2000. Son siège est Medina.